# Kliny (powiat łęczycki)
Kliny – kolonia w Polsce, położona w województwie łódzkim, w powiecie łęczyckim, w gminie Grabów.
Do 2023 miejscowość była częścią wsi Bowętów.